# Якимов, Иван Михайлович
Иван Михайлович Якимов (род. 30 августа 1983, Москва) — российский футболист, игрок в мини-футбол, защитник. Выступал за сборную России по мини-футболу.

## Биография
Якимов является воспитанником «Дины», в ней же он дебютировал в профессиональном мини-футболе. Однако полноценно играть Иван начал в другом московском клубе — «Арбате». Он помог ему выйти в Суперлигу, после чего стал важным игроком команды в высшем дивизионе.
Своей яркой игрой молодой футболист заслужил вызов в сборную России. В марте 2004 он дебютировал за неё в товарищеском матче против сборной Ирана. В течение следующих трёх лет Якимов принял участие ещё в нескольких товарищеских матчах. Всего на его счету 7 матчей и 2 забитых гола за сборную (украинцам и иранцам).
После расформирования «Арбата» Якимов вернулся в «Дину» и играл в ней на протяжении полутора сезонов, затем ещё полтора сезона отыграл в «Норильском никеле». Сезон 2009/10 Иван провёл в «Динамо-2».
Летом 2010 года Якимов перешёл в московский КПРФ. Выиграв с ним первенство Высшей лиги, Иван вернулся в элиту российского мини-футбола.